# Свірська церква
Церква Михайла Архангела (Свірська)  — кам'яний храм XII століття у Смоленську, названий на честь Архангела Михаїла. Стовпоподібний чотиристовпний храм з трьома притворми, в цілому повторює план церкви в Полоцькому дитинці.

## Історія
Церква побудована за вказівкою Давида Ростиславича, князя Смоленського у часи його правління в 1180–1197 роки. Входила до архітектурного комплексу заміського княжого двору. Літопис повідомляє про її багате внутрішнє оздоблення: «всим приходящим к ней дивитися изрядной красоте ея, иконы златом и сребром, и жемчугом, и камением драгим украшены, и всею благодатью исполнена». До закриття в першій половині XX століття в церкві знаходилася білокам'яна гробниця князя Давида. Деякий час при церкві існував монастир. В 1611 православний прихід був звернений в католицтво. Для православного богослужіння відновлений в першому десятилітті XVIII століття за митрополита Сільвестра (Крайського).
В 1733 до церкви був прибудований теплий приділ. Наприкінці XIX століття всередині було чотири престоли: головний — на честь Архангела Михаїла; бокові: в ім'я Алексія — людини божої, благовірного князя Олександра Невського (перейменований в пам'ять імператора Олександра I з бокового вівтаря преподобного Олександра Свірського) та мучеників Бориса і Гліба. Щорічно 24 липня до місця убивства князя Гліба (на Смядині) відбувалася хресний хід.
У другій половині XVIII століття старостою храму був призначений купець Василь Григорович Хлєбніков. За його старостату з благословення єпископа Парфенія, в 1775—1785 роках були побудовані кам'яні: дзвіниця, огорожа і, в південно-західному куті церковної ділянки, одноповерховий будинок. В останньому, на кошти Хлєбнікова, навчалися бідні та безпритульні хлопчики.

## Сучасний стан
В 1963 при влаштуванні покрівель храму (проект П. Д. Барановского) були видалені деякі архітектурні деталі XIX століття. За проектом С. С. Под'япольского та Т. Е. Каменевої в 1976—1982 роках була проведена реставрація фасадів, з відновленням деяких архітектурних форм XII століття (вузькі високі вікна храму, вікна барабана, кіот над південним порталом і ін.) та реставрацією окремих деталей XVIII століття (восьмигранні вікна на південному та північному фасадах, карнизи та ін.).
В 1990 храм переданий Смоленській та В'яземській єпархіям. Розпочато реставрацію інтер'єру, який, згідно з проектом, отримає вигляд інтер'єру XII століття (відновлення хорів в північному та південному приділах, розбирання закладки в західній стіні, яка зараз відокремлює хори цієї частини храму від його центрального простору).
Богослужіння відновлено в 1991. Ведуться реставраційні роботи. Білокам'яний різьблений іконостас та престол храму митрополит Кирило освятив 21 листопада 1999.